# Liste des cathédrales du Kenya
Cet article recense les cathédrales du Kenya.

## Liste[1]

### Cathédrales catholiques
- Cathédrale du Christ-Roi de Bungoma
- Cathédrale du Sacré-Cœur d'Eldoret
- Cathédrale Saints-Pierre-et-Paul d'Embu
- Cathédrale Notre-Dame-de-Consolation de Garissa
- Cathédrale Saint-Paul d'Homa Bay
- Cathédrale Saint-Eusèbe d'Isiolo
- Cathédrale Saint-Joseph de Kakaméga
- Cathédrale du Sacré-Cœur-de-Jésus de Kericho
- Cathédrale Saint-Charles-Lwanda de Kisii
- Cathédrale Sainte-Thérèse de Kisumu
- Cathédrale du Cœur-Immaculé de Kitale
- Cathédrale Notre-Dame-d'Afrique de Kitui
- Cathédrale Saint-Augustin de Lodwar
- Cathédrale Notre-Dame-de-Lourdes de Machakos
- Cathédrale Saint-Antoine de Malindi
- Cathédrale Saints-Pierre-et-Paul de Maralal
- Cathédrale Notre-Dame-de-Consolation de Marsabit
- Cathédrale Saint-Joseph de Merut
- Cathédrale du Saint-Esprit de Monbasa
- Cathédrale du Sacré-Cœur-de-Jésus de Murang'a
- Basilique-cathédrale de la Sainte-Famille à Nairobi
- Cathédrale du Christ-Roi de Nakuru
- Cathédrale Saint-Joseph de Ngong
- Cathédrale du Marie-Immaculée de Nyahururu
- Cathédrale Notre-Dame-de-Consolation de Nyeri